# Steve Bauer
Stephen Todd „Steve” Bauer (12 czerwca 1959 w St. Catharines) – kanadyjski kolarz szosowy i torowy, srebrny medalista olimpijski oraz brązowy medalista szosowych mistrzostw świata.

## Kariera
Pierwszy sukces w karierze Steve Bauer osiągnął w 1984 roku, kiedy zdobył srebrny medal w wyścigu indywidualnym ze startu wspólnego podczas igrzysk olimpijskich w Los Angeles. W zawodach tych wyprzedził go jedynie reprezentant gospodarzy Alexi Grewal, a trzecie miejsce zajął Norweg Dag Otto Lauritzen. W tym samym roku Kanadyjczyk zdobył również brązowy medal w tej konkurencji na szosowych mistrzostwach świata w Barcelonie, gdzie wyprzedzili go tylko Belg Claude Criquielion oraz Włoch Claudio Corti. Poza tym Bauer wygrał między innymi: Grand Prix d'Aix-en-Provence w 1985 roku, Tour de Picardie w 1988 roku oraz Mistrzostwa Zurychu rok później. Kilkakrotnie startował w Tour de France oraz Giro d’Italia. We francuskim klasyku najlepszy rezultat uzyskał w 1988 roku, kiedy zajął czwarte miejsce w klasyfikacji generalnej. We włoskim klasyku najwyższą pozycję zanotował w 1987 roku, kiedy był dziesiąty. W 1996 roku wziął udział w igrzyskach olimpijskich w Atlancie, ale w wyścigu ze startu wspólnego zajął dopiero 41. pozycję. Kilkakrotnie zdobywał medale mistrzostw kraju, zarówno w kolarstwie szosowym, jak i torowym. Nigdy nie zdobył medalu na torowych mistrzostwach świata.